# Руденко, Станислав Викторович
Станисла́в Ви́кторович Руде́нко (род. 26 октября 1962, Ростов-на-Дону) — советский и российский футболист, вратарь.

## Карьера

### Игрока
Родился в Таганроге и до поступления в ростовский спортинтернат № 10 обучался в ДЮСШ «Торпедо».
В 1979 году провёл 18 матчей (пропустил 23 гола) за орловский «Спартак». В 1980 году был в составе московского ЦСКА, однако на поле не выходил. С 1981 по 1985 год выступал за ростовский СКА, сыграл 64 встречи в чемпионатах и первенстве, из них 46 матчей (пропустил 82 мяча) в Высшей лиге СССР. В 1983 году стал вместе с командой серебряным призёром Первой лиги.
В 1986 году принял участие в 29 поединках за «Ростсельмаш». В сезоне 1988 года выступал за таганрогское «Торпедо», провёл 6 встреч. В 1989 году сыграл 9 матчей за ростовский СКА и 10 встреч за «Кубань».
В 1995 году снова выступал за СКА, провёл 39 матчей. В 1996 году сначала сыграл 15 встреч за таганрогский «Авангард-Колос», а потом перешёл в «Черноморец», где затем выступал до 1999 года, проведя за это время 47 матчей в Высшей лиге России. В 2000 году защищал цвета «Носты», сыграл 16 встреч, пропустил 17 мячей. В сезоне 2002 года провёл 4 поединка (пропустил 6 голов) в составе клуба «Спартак-Кавказтрансгаз».

### Тренера
В 2001 году работал ассистентом в нижегородском «Локомотиве». С 2004 по 2006 год был в тренерском штабе «Черноморца». В 2008 году был тренером вратарей в ростовском СКА.

## Достижения
- 2-е место в Первой лиге СССР (выход в Высшую лигу): 1983